# نهور
نهور، روستایی از توابع بخش سنگان و در شهرستان خواف استان خراسان رضوی ایران است.
این روستا جنوبی ترین نقطه استان خراسان رضوی از لحاظ مختصات جغرافیایی و مسکونی بودن است.

## جمعیت
این روستا در دهستان بستان قرار داشته و بر اساس سرشماری سال ۱۳۸۵ جمعیت آن (۴۸خانوار) ۱۹۷نفر
بوده است.